# ジャパンラグビートップリーグ2009-2010
ジャパンラグビートップリーグ2009-2010は2009年9月4日から2010年1月9日までレギュラーシーズンが行われた。
リーグ1位は三洋電機ワイルドナイツであったが、プレーオフトーナメントではリーグ3位の東芝ブレイブルーパスが優勝した。なおこの年からプレーオフは協賛スポンサーがなくなり、単に「トップリーグプレーオフトーナメント」の名称に変更された。

## 参加チーム
ジャパンラグビートップリーグ2009-2010の参加チームは下表の通りである（記載は前年レギュラーシーズンの成績上位順）。
昨シーズンの結果、日本IBMビッグブルー、横河武蔵野アトラスターズが地域リーグ（トップイーストリーグ）に降格し、リコーブラックラムズ（トップイーストリーグ）、ホンダヒート（トップウェスト）が各地域リーグから昇格した。
| チーム名                             | 前年成績                                   | 備考                                              |
| ------------------------------------ | ------------------------------------------ | ------------------------------------------------- |
| 東芝ブレイブルーパス                 | トップリーグ 1位 マイクロソフトカップ 優勝 |                                                   |
| 三洋電機ワイルドナイツ               | トップリーグ 2位                           |                                                   |
| サントリーサンゴリアス               | トップリーグ 3位                           |                                                   |
| 神戸製鋼コベルコスティーラーズ       | トップリーグ 4位                           |                                                   |
| NECグリーンロケッツ                  | トップリーグ 5位                           |                                                   |
| クボタスピアーズ                     | トップリーグ 6位                           |                                                   |
| ヤマハ発動機ジュビロ                 | トップリーグ 7位                           |                                                   |
| トヨタ自動車ヴェルブリッツ           | トップリーグ 8位                           |                                                   |
| 近鉄ライナーズ                       | トップリーグ 9位                           |                                                   |
| コカ・コーラウエストレッドスパークス | トップリーグ 10位                          |                                                   |
| 福岡サニックスブルース               | トップリーグ 11位                          | 残留（トップリーグ入替戦勝利）                    |
| 九州電力キューデンヴォルテクス       | トップリーグ 12位                          | 残留（トップリーグ入替戦勝利）                    |
| リコーブラックラムズ                 | トップイースト11 優勝                      | 昇格（トップチャレンジ1 1位） 2シーズンぶりの復帰 |
| ホンダヒート                         | トップウェスト 優勝                        | 昇格（トップチャレンジ1 2位） 初昇格              |

## 順位表
| 順位 | チーム                               | 試合 | 勝 | 分 | 負 | 得点 | 失点 | 得失 | 勝点 |                                      |
| ---- | ------------------------------------ | ---- | -- | -- | -- | ---- | ---- | ---- | ---- | ------------------------------------ |
| 1    | 三洋電機ワイルドナイツ               | 13   | 12 | 1  | 0  | 534  | 175  | 359  | 59   | プレーオフトーナメント、日本選手権へ |
| 2    | サントリーサンゴリアス               | 13   | 11 | 2  | 0  | 570  | 195  | 375  | 58   | プレーオフトーナメント、日本選手権へ |
| 3    | 東芝ブレイブルーパス                 | 13   | 10 | 0  | 3  | 436  | 276  | 160  | 52   | プレーオフトーナメント、日本選手権へ |
| 4    | トヨタ自動車ヴェルブリッツ           | 13   | 10 | 1  | 2  | 394  | 219  | 175  | 48   | プレーオフトーナメント、日本選手権へ |
| 5    | 神戸製鋼コベルコスティーラーズ       | 13   | 7  | 1  | 5  | 343  | 303  | 40   | 38   | 日本選手権出場決定トーナメントへ     |
| 6    | クボタスピアーズ                     | 13   | 6  | 0  | 7  | 313  | 339  | -26  | 31   | 日本選手権出場決定トーナメントへ     |
| 7    | 福岡サニックスブルース               | 13   | 6  | 0  | 7  | 311  | 371  | -60  | 31   | 日本選手権出場決定トーナメントへ     |
| 8    | コカ・コーラウエストレッドスパークス | 13   | 7  | 0  | 6  | 299  | 448  | -149 | 31   | 日本選手権出場決定トーナメントへ     |
| 9    | ヤマハ発動機ジュビロ                 | 13   | 5  | 2  | 6  | 311  | 327  | -16  | 30   | 日本選手権出場決定トーナメントへ     |
| 10   | NECグリーンロケッツ                  | 13   | 4  | 0  | 9  | 224  | 280  | -56  | 25   | 日本選手権出場決定トーナメントへ     |
| 11   | 近鉄ライナーズ                       | 13   | 4  | 1  | 8  | 218  | 348  | -130 | 23   | 入替戦へ                             |
| 12   | リコーブラックラムズ                 | 13   | 4  | 0  | 9  | 262  | 422  | -160 | 19   | 入替戦へ                             |
| 13   | ホンダヒート                         | 13   | 1  | 0  | 12 | 255  | 464  | -209 | 10   | 自動降格                             |
| 14   | 九州電力キューデンヴォルテクス       | 13   | 0  | 0  | 13 | 199  | 502  | -303 | 4    | 自動降格                             |

## プレーオフトーナメント
|  | セミファイナル                           | セミファイナル       |                              |  | ファイナル | ファイナル |
|  |                                          |                      |                              |  |            |            |
|  | 2010年1月24日 - 花園、大阪               |                      |                              |  |            |            |
|  | 三洋電機ワイルドナイツ （リーグ1位）     | 25                   |                              |  |            |            |
|  | トヨタ自動車ヴェルブリッツ （リーグ4位） | 21                   |                              |  |            |            |
|  |                                          |                      | 2010年1月31日 - 秩父宮、東京 |  |            |            |
|  | 三洋電機ワイルドナイツ                   | 0                    |                              |  |            |            |
|  |                                          | 東芝ブレイブルーパス | 6                            |  |            |            |
|  | 2010年1月24日 - 秩父宮、東京             |                      |                              |  |            |            |
|  | 東芝ブレイブルーパス （リーグ3位）       | 35                   |                              |  |            |            |
|  | サントリーサンゴリアス （リーグ2位）     | 24                   |                              |  |            |            |

### セミファイナル
- 1月24日 三洋電機ワイルドナイツ 25-21 トヨタ自動車ヴェルブリッツ
- 1月24日 東芝ブレイブルーパス 35-24 サントリーサンゴリアス

### ファイナル
- 1月31日 三洋電機ワイルドナイツ 0-6 東芝ブレイブルーパス

## 入替制度

### 自動降格
トップリーグの結果、13位ホンダヒートのトップウェスト、14位九州電力キューデンヴォルテクスのトップキュウシュウへの自動降格が決定した。

### トップリーグチャレンジシリーズ1
| 順位 | チーム                                          | 試合 | 勝 | 分 | 負 | 得点 | 失点 | 得失 | BP | 勝点 |          |
| ---- | ----------------------------------------------- | ---- | -- | -- | -- | ---- | ---- | ---- | -- | ---- | -------- |
| 1    | NTTコミュニケーションズ（トップイーストリーグ） | 2    | 2  | 0  | 0  | 81   | 35   | 46   | 2  | 10   | 自動昇格 |
| 2    | 豊田自動織機（トップウェスト）                  | 2    | 1  | 0  | 1  | 90   | 38   | 52   | 3  | 7    | 自動昇格 |
| 3    | マツダブルーズーマーズ（トップキュウシュウ）    | 2    | 0  | 0  | 2  | 0    | 98   | -98  | 0  | 0    | 入替戦へ |
- 1月16日 マツダブルーズーマーズ 0-43NTTコミュニケーションズ（コカ･コーラウエスト広島スタジアム）
- 1月23日 豊田自動織機 55-0 マツダブルーズーマーズ（近鉄花園ラグビー場）
- 1月30日 NTTコミュニケーションズ 38-35 豊田自動織機（秩父宮ラグビー場）

以上の結果、1位NTTコミュニケーションズ、2位豊田自動織機がトップリーグに自動昇格、3位マツダブルーズーマーズのトップリーグ入替戦への出場が決定した。

### トップリーグチャレンジシリーズ2
| 順位 | チーム                                           | 試合 | 勝 | 分 | 負 | 得点 | 失点 | 得失 | BP | 勝点 |          |
| ---- | ------------------------------------------------ | ---- | -- | -- | -- | ---- | ---- | ---- | -- | ---- | -------- |
| 1    | 横河武蔵野アトラスターズ（トップイーストリーグ） | 2    | 2  | 0  | 0  | 110  | 40   | 70   | 2  | 10   | 入替戦へ |
| 2    | NTTドコモレッドハリケーンズ（トップウェスト）    | 2    | 1  | 0  | 1  | 160  | 29   | 131  | 2  | 6    |          |
| 3    | 中国電力（トップキュウシュウ）                   | 2    | 0  | 0  | 2  | 17   | 218  | -201 | 0  | 0    |          |
- 1月16日 中国電力 17-81 横河武蔵野アトラスターズ（コカ･コーラウエスト広島スタジアム）
- 1月23日 NTTドコモレッドハリケーンズ 137-0 中国電力（近鉄花園ラグビー場）
- 1月30日 横河武蔵野アトラスターズ 29-23 NTTドコモレッドハリケーンズ（秩父宮ラグビー場）

以上の結果、1位横河武蔵野アトラスターズのトップリーグ入替戦への出場が決定した。

### トップリーグ入替戦
規定により、トップリーグ11位近鉄ライナーズがトップチャレンジ2・1位の横河武蔵野アトラスターズと、トップリーグ12位リコーブラックラムズが、トップチャレンジ1・3位のマツダブルーズーマーズと入替戦を行った。
- 2月13日 近鉄ライナーズ（トップリーグ11位）28-8 横河武蔵野アトラスターズ（トップチャレンジ2・1位）（近鉄花園ラグビー場）
- 2月13日 リコーブラックラムズ（トップリーグ12位）  59-12 マツダブルーズーマーズ（トップチャレンジ1・3位）（秩父宮ラグビー場）

入替戦の結果、近鉄ライナーズ、リコーブラックラムズのトップリーグ残留が決定した。

## 表彰
2009-2010シーズンの年間表彰式は、2010年2月1日にグランドプリンスホテル新高輪で実施された。

### チーム表彰

#### TOP LEAGUE 優勝チーム
|        | チーム名                   | 備考 |
| ------ | -------------------------- | ---- |
| 優勝   | 東芝ブレイブルーパス       |      |
| 準優勝 | 三洋電機ワイルドナイツ     |      |
| 第3位  | サントリーサンゴリアス     |      |
| 第3位  | トヨタ自動車ヴェルブリッツ |      |

#### フェアプレーチーム賞
| チーム名                            | 備考       |
| ----------------------------------- | ---------- |
| コカ･コーラウエストレッドスパークス | （初受賞） |

#### ベストファンサービス賞
| チーム名                       | 備考             |
| ------------------------------ | ---------------- |
| 神戸製鋼コベルコスティーラーズ | （6年連続6回目） |

### 個人表彰

#### トップリーグMVP
| 氏名   | 所属チーム           | 備考       |
| ------ | -------------------- | ---------- |
| 大野均 | 東芝ブレイブルーパス | （初受賞） |

#### 新人賞
| 氏名     | 所属チーム             |
| -------- | ---------------------- |
| 眞壁伸弥 | サントリーサンゴリアス |

#### 最多トライゲッター
| 氏名       | 所属チーム             | 備考               |
| ---------- | ---------------------- | ------------------ |
| 小野澤宏時 | サントリーサンゴリアス | 14トライ（初受賞） |

#### 得点王
| 氏名   | 所属チーム             | 備考                             |
| ------ | ---------------------- | -------------------------------- |
| 田邉淳 | 三洋電機ワイルドナイツ | 191得点（4T/48G/25PG）（初受賞） |

#### ベストキッカー
| 氏名   | 所属チーム             | 備考                          |
| ------ | ---------------------- | ----------------------------- |
| 田邉淳 | 三洋電機ワイルドナイツ | 171得点（48G/25PG）（初受賞） |

#### ベストホイッスル
| 氏名     | 備考             |
| -------- | ---------------- |
| 相田真治 | （2年連続3回目） |

#### プレーオフトーナメントMVP
| 氏名     | 所属チーム           | 備考       |
| -------- | -------------------- | ---------- |
| 立川剛士 | 東芝ブレイブルーパス | （初受賞） |

### ベストフィフティーン
| ポジション | 氏名                 | 所属チーム                 | 備考             |
| ---------- | -------------------- | -------------------------- | ---------------- |
| PR1        | 川俣直樹             | 三洋電機ワイルドナイツ     | （初受賞）       |
| HO         | 堀江翔太             | 三洋電機ワイルドナイツ     | （初受賞）       |
| PR3        | 畠山健介             | サントリーサンゴリアス     | （2年連続2回目） |
| LO         | 大野均               | 東芝ブレイブルーパス       | （4年連続5回目） |
| LO         | 眞壁伸弥             | サントリーサンゴリアス     | （初受賞）       |
| FL         | スティーブン・ベイツ | 東芝ブレイブルーパス       | （2年連続2回目） |
| FL         | 劉永男               | 三洋電機ワイルドナイツ     | （初受賞）       |
| NO8        | 菊谷崇               | トヨタ自動車ヴェルブリッツ | （初受賞）       |
| SH         | ジョージ・グレーガン | サントリーサンゴリアス     | （初受賞）       |
| SO         | デイビッド・ヒル     | 東芝ブレイブルーパス       | （2年連続2回目） |
| WTB        | 小野澤宏時           | サントリーサンゴリアス     | （5年連続6回目） |
| WTB        | 北川智規             | 三洋電機ワイルドナイツ     | （4年連続4回目） |
| CTB        | 霜村誠一             | 三洋電機ワイルドナイツ     | （3年連続3回目） |
| CTB        | ライアン・ニコラス   | サントリーサンゴリアス     | （2年連続3回目） |
| FB         | 田邉淳               | 三洋電機ワイルドナイツ     | （2年ぶり2回目） |

## 参照
1. ↑  トップリーグ2009-2010 年間表彰式